# Simmetria animale
La simmetria animale è una caratteristica comune a tutti gli eumetazoi. Infatti questi esseri viventi sono caratterizzati da particolari proprietà di simmetria che consentono di classificarli in due rami principali:
- i radiati, caratterizzati da simmetria radiale
- i bilateri, caratterizzati da un unico piano di simmetria

Questa distinzione rispecchia una scissione parzialmente in accordo con la filogenesi degli eumetazoi. Se da un lato i bilateri sono certamente monofiletici, i radiati appaiono come un gruppo parafiletico, in quanto gli ctenofori derivano da un antenato comune ai bilateri, ma non ancora provvisto di un singolo piano di simmetria. Secondo un'altra ipotesi meno seguita (Zrzavý e Hypša, 2003) cnidari, ctenofori e placozoi avrebbero una stretta relazione evolutiva.